# Karl Dill
Karl Dill (* 17. Mai 1924; † 25. Januar 1996) war ein deutscher Heimatforscher. Er war als Flurdenkmalforscher in Nordostbayern tätig.

## Leben
Seinen Lebensunterhalt verdiente Karl Dill als Verwaltungsangestellter im Krankenhaus Bayreuth. Seine Mußestunden verbrachte er gerne in der Natur, wo ihn in jungen Jahren besonders die Botanik und Geologie interessierte. Angeregt durch den Verein „Deutsche Steinkreuzforschung“ in Nürnberg begann er 1968 mit der Inventarisierung der Flurdenkmäler im Landkreis Bayreuth. Mit dem Fahrrad und wachen Augen bereiste Karl Dill die gesamte Region, stellte die genaue Lage der Flurdenkmäler fest, notierte ihre Maße und versuchte durch Befragung von Einheimischen aber auch durch umfangreiche Literaturstudien die historischen Wahrheiten und Sagen, die sich hinter den einzelnen Flurdenkmälern verstecken, zu entdecken. Schon 1969 war die Inventarisierung im Landkreis Bayreuth soweit abgeschlossen, dass Karl Dill seine Tätigkeit auf den Landkreis Kulmbach ausdehnen konnte. Während die Flurdenkmal-Inventare von Bayreuth und Kulmbach 1970 und 1971 im Druck erschienen, machte sich Dill 1972 an die Erfassung der Flurdenkmäler im damals noch selbstständigen Landkreis Stadtsteinach. 1975 und 1977 folgten noch die oberpfälzischen Landkreise Kemnath und Eschenbach.
In nicht einmal zehn Jahren hatte es Karl Dill geschafft insgesamt 1.697 Flurdenkmäler zu dokumentieren. Allein im Rahmen der Inventarisierung der Altlandkreise Kulmbach und Stadtsteinach legte er während 25 Radtouren rund 3000 Kilometer zurück. Im Vorwort zum 1973 erschienenen Flurdenkmälerinventar des ehemaligen Landkreises Stadtsteinach schrieb er über seine Arbeit: „Im Winter zuvor durchforschte ich sämtliche erreichbare Literatur. Mit dem Fahrrad fuhr ich oft schon früh um 4 Uhr los, um beizeiten in meinem lieb gewordenen Frankenwald zu kommen. Sehr viele Touren fuhr ich das ganze Jahr hindurch in den früheren Kreis Stadtsteinach und durchwanderte diesen kreuz und quer, so daß ich manchmal besser Bescheid wußte, als mancher Einheimischer.“
1975 wurde Karl Dills unermüdliche Tätigkeit mit der Verleihung des Bundesverdienstkreuzes am Bande gewürdigt. 1988 wurde er der neunte Kulturpreisträger des Landkreises Bayreuth und im September desselben Jahres überreichte ihm der Minister für Wissenschaft und Kunst, Professor Wolfgang Wild, die Denkmalschutzmedaille des Freistaates Bayern.

## Werke
- Die alten Flurdenkmäler des Landkreises Bayreuth. Bayreuth 1970
- Die Flurdenkmäler des Landkreises Kulmbach, Schriften zur Heimatpflege Band 10. Kulmbach 1971
- Die Flurdenkmäler des ehemaligen Landkreises Stadtsteinach, Schriften zur Heimatpflege Band 12. Kulmbach 1973
- Die Flurdenkmäler des ehemaligen Landkreises Kemnath. Tirschenreuth 1977
- Flurdenkmäler im ehemaligen Landkreis Eschenbach, 1977
- Flurdenkmäler im Landkreis Kulmbach. Kulmbach 1984

## Nachlass
Karl Dills Nachlass wurde dem Historischen Verein für Oberfranken übergeben und befindet sich heute in der Universitätsbibliothek Bayreuth.